# 萨罗拉-卡尔科皮诺
萨罗拉-卡尔科皮诺（法語：Sarrola-Carcopino，法語發音：[saʁɔla kaʁkɔpino]）是法国南科西嘉省的一个市镇，属于阿雅克肖区。

## 地理
萨罗拉-卡尔科皮诺（42°1'39"N, 8°50'34"E）面积27.01 平方千米，位于法国南科西嘉省，该省份位于科西嘉南部，后者为地中海西部的一座岛屿，也是法国的一个单一领土集体，位于法国大陆部分的东南面，意大利半島的西面，最临近的地块是撒丁岛。
与萨罗拉-卡尔科皮诺接壤的市镇（或旧市镇、城区）包括：阿法、阿雅克肖、阿皮耶托、巴斯泰利卡恰、库托利-科尔蒂基亚托、萨里多尔奇诺、塔瓦科。
萨罗拉-卡尔科皮诺的时区为UTC+01:00、UTC+02:00（夏令时）。

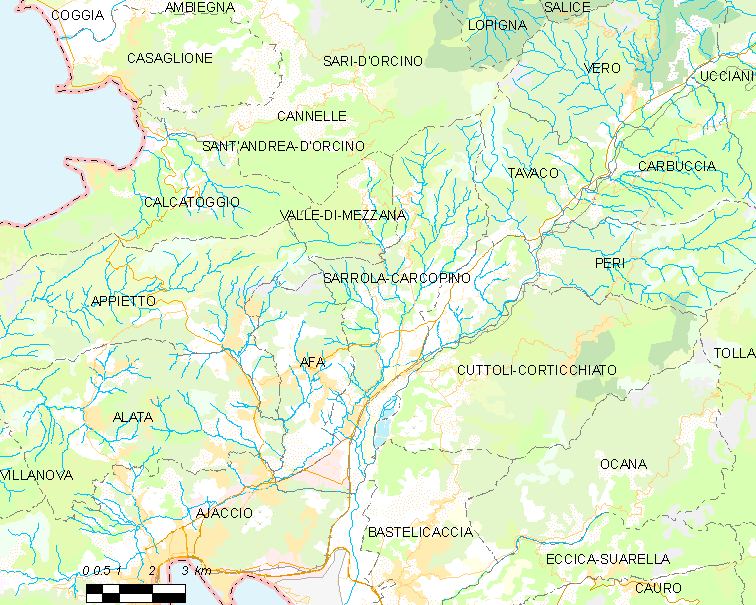
萨罗拉-卡尔科皮诺的OSM定位图

## 行政
萨罗拉-卡尔科皮诺的邮政编码为20167，INSEE市镇编码为2A271。

## 政治
萨罗拉-卡尔科皮诺所属的省级选区为格拉诺瓦-普鲁内利县。

## 人口

1962-2008年间萨罗拉-卡尔科皮诺人口变化图示

萨罗拉-卡尔科皮诺于2022年1月1日时的人口数量为3250人。